# Kīnaʻu
Kalani Ahumanu i Kaliko o Iwi Kauhipua o Kīnaʻu, znana i kao Elizabeth Kīnaʻu ili Kaʻahumanu II. (o. 1805. – 4. travnja 1839., Honolulu), bila je havajska princeza i kraljica, a također i Kuhina Nui.

## Biografija

### Rođenje i obitelj
Kīnaʻu je rođena oko 1805. godine. Njezin je otac bio kralj Kamehameha I. Veliki, a majka kraljica Kalākua Kaheiheimālie, preko koje je bila unuka poglavice Keeaumokua Pāpaiahiahija i nećakinja kraljice Kaʻahumanu.
Rođena je na otoku Oahuu te ju je posvojila njezina maćeha Peleuli, a u odgajanju je sudjelovao i Peleulin muž Kawelookalani. Peleuli ju je nazvala po svojem sinu.

### Brakovi i djeca
Kīnaʻu i njezina sestra Kamāmalu udale su se za svojeg polubrata, kralja Kamehamehu II. Drugi im je polubrat bio Kamehameha III. Kamehameha II. i Kamāmalu umrli su u Londonu 1824. godine.
Kīnaʻu se zatim udala za Kahalaiʻu Luanuʻua, unuka Kamehamehe I., te su imali dvoje djece - jedno je bilo posvojeno, a drugo je umrlo. Njezin je treći muž bio guverner Mataio Kekūanāoʻa, ali je njezina teta Kaʻahumanu bila bijesna zbog tog braka. 
Mataio i Kīnaʻu imali su nekoliko djece: sinove Davida Kamehamehu, Mosesa Kekūāiwu Keawenuija, Kamehamehu V., Kamehamehu IV. i kćer Victoriju Kamāmalu. 

### Kuhina Nui
Nakon smrti svoje tete postala je Kuhina Nui (regentica). Bila je protestant te je progonila rimokatolike. I njezina je kći bila Kuhina Nui, kao i Mataio.
Kamehameha III. i Kīnaʻu svađali su se oko politike, ali su se dogovorili i stvorili nov sustav vladanja.
Bila je baka princa Alberta Kamehamehe.
Umrla je u Honoluluu 4. travnja 1839. godine.

## Vanjske poveznice
|  | Zajednički poslužitelj ima još gradiva o temi Kraljica Kīnaʻu |